# Synagogue de Saluces
La synagogue de Saluces (Saluzzo en italien), construite à la fin du XVIIIe siècle dans le ghetto, montre par la richesse de ses décorations le dynamisme de la communauté juive de l'époque. Saluces est une ville du Piémont en Italie, située à trente kilomètres au nord de Coni et à 55 km au sud de Turin.

## La communauté juive de Saluces

### Histoire de la communauté juive
La présence juive est attestée dès le XVe et XVIe siècles dans les campagnes du marquisat de Saluces, à Savillan, Busca, Venasca, Vigone et Moretta. La grande majorité des Juifs sont alors d'origine espagnole, ayant fui l'Espagne après le décret de l'Alhambra en 1492, mais certains étaient là certainement bien avant, dès les années 1300, fuyant les persécutions en France.

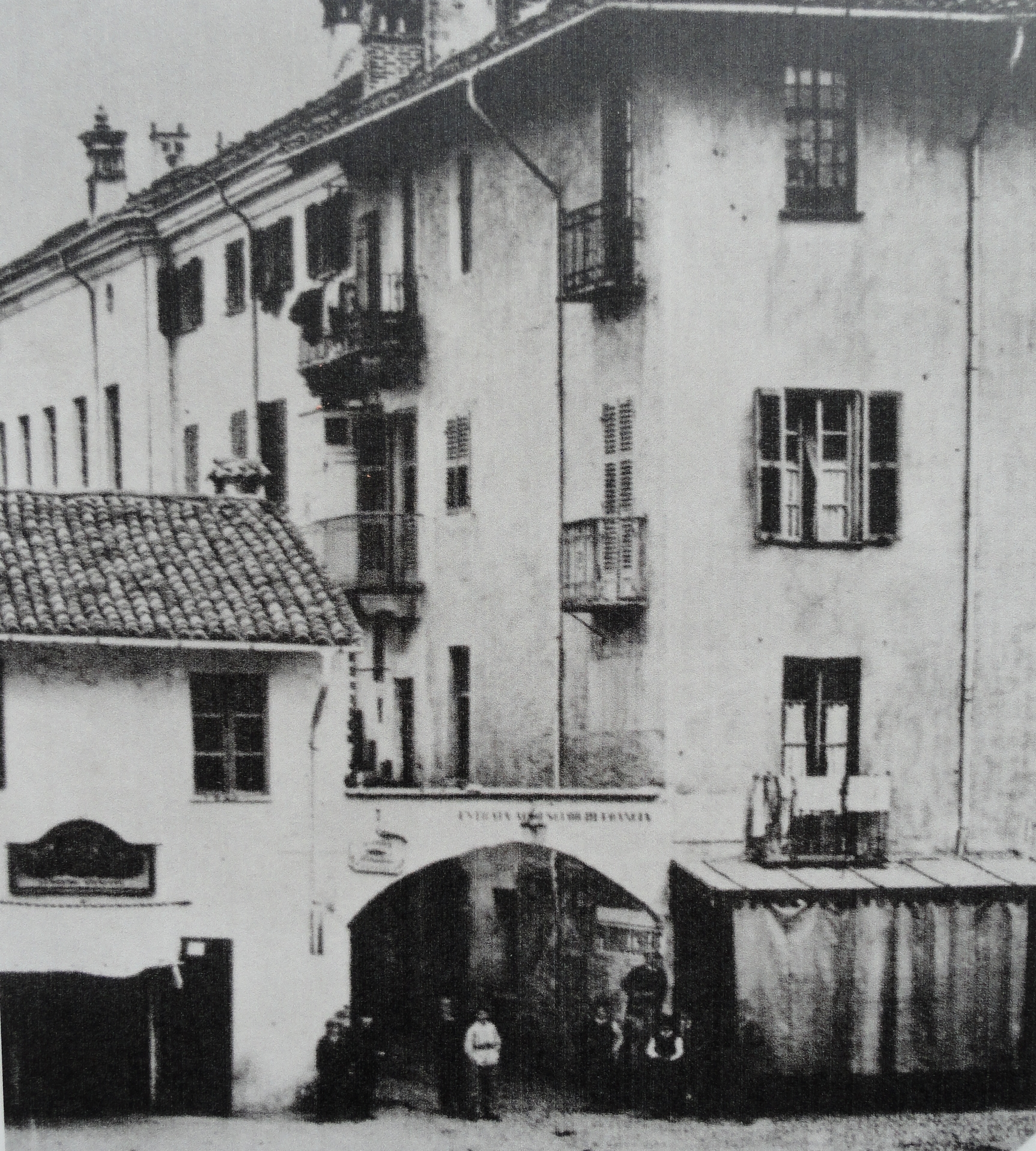
Photo de l'entrée de l'ancien ghetto.

Avec le transfert du pouvoir à la maison de Savoie en 1631, les Juifs vont progressivement se concentrer à Saluces, puis, à partir de 1724, y être contraints par la loi à y vivre, avec la création du ghetto. En 1761, on compte 13 familles juives, faisant un total de 68 personnes. En 1795, le soi-disant nouveau ghetto, situé au centre de la ville autour de la rue portant aujourd'hui le nom de Rue des Déportés juifs, remplace une zone provisoirement attribuée. La belle synagogue du XVIIIe siècle, agrandie en 1832, témoigne de la vitalité de la communauté.
Avec l'émancipation en 1848 accordée par le roi Charles-Albert et la fin du ghetto, la communauté juive continue à prospérer, menacée seulement par la migration constante de sa jeunesse vers les centres urbains de la région élargie. Mais la fin de la communauté est due aux persécutions raciales durant la Seconde Guerre mondiale, pendant laquelle 29 Juifs de Saluces, soit les deux-tiers de la l'ensemble de la communauté, sont arrêtés, transférés au camp de concentration de Borgo San Dalmazzo, avant d'être déportés à Auschwitz et assassinés.
La communauté ne se relève pas après la guerre, et la synagogue doit cesser son activité à partir de 1964. En 1983, la collection de livres anciens de la synagogue ainsi que les archives de la communauté sont alors transférées aux archives de Turin.
En 1795, la communauté juive achète un terrain via Lagnasco, pour en faire un cimetière juif. Ce cimetière existe toujours. De vieilles pierres tombales, provenant de deux cimetières antérieurs y ont été transférées.

### Mémoriaux de la déportation
À l'entrée de l'ancien ghetto, des panneaux d'affichage, en italien, évoquent le souvenir des 29 Juifs assassinés par les nazis. Un des panneaux, après avoir succinctement rappelé l'histoire des Juifs de Saluces, rappelle : 
« Le poison de l'antisémitisme, progressivement répandu par le régime fasciste à partir de 1936, ne trouve aucune opposition publique et sape la coexistence pacifique séculaire, que les lois raciales de 1938 ravagent ensuite totalement sans que s'élèvent des voix pour la défense des concitoyens persécutés dans leurs droits à l'instruction, au travail, à la propriété et à la liberté.

Après le 8 septembre 1943, la situation se précipite. L'antisémitisme fasciste est renforcé par les nazis au service desquels s'engage avec zèle la RSI (République sociale italienne), et met maintenant en péril la vie des Juifs. Ce n'est qu'alors que de nombreuses personnes offrent leur aide et des cachettes. L'église locale se met à bouger, mais pas trop et trop tardivement. Le bilan des victimes pour la ville de Saluces est de 29 personnes déportées et tuées.

Des plaques de la mémoire ont été déposées devant les maisons où habitaient 21 Juifs vivant à Saluces et exterminés à Auschwitz:

Pour rappeler à ceux qui marchent actuellement dans ces rues, l'histoire de ceux qui vivaient alors à Saluces.

Pour faire toucher la réalité d'une tragédie énorme qui s'est développée pas à pas dans le quotidien banal de la vie de chacun, sans que personne l'arrête, par manque de temps, par indifférence, par lâcheté, par commodité, ou parce qu'on est persuadé de sa justesse par la propagande.
  
Pour faire réfléchir aux nombreuses tragédies qui se déroulent aujourd'hui en mêlant leurs pas avec notre vie passive et oublieuse. Pour nous rappeler ce qui est arrivé à ces 21 Juifs, chaque fois que nous acceptons aujourd'hui qu'un autre être humain a moins de droits que nous. »

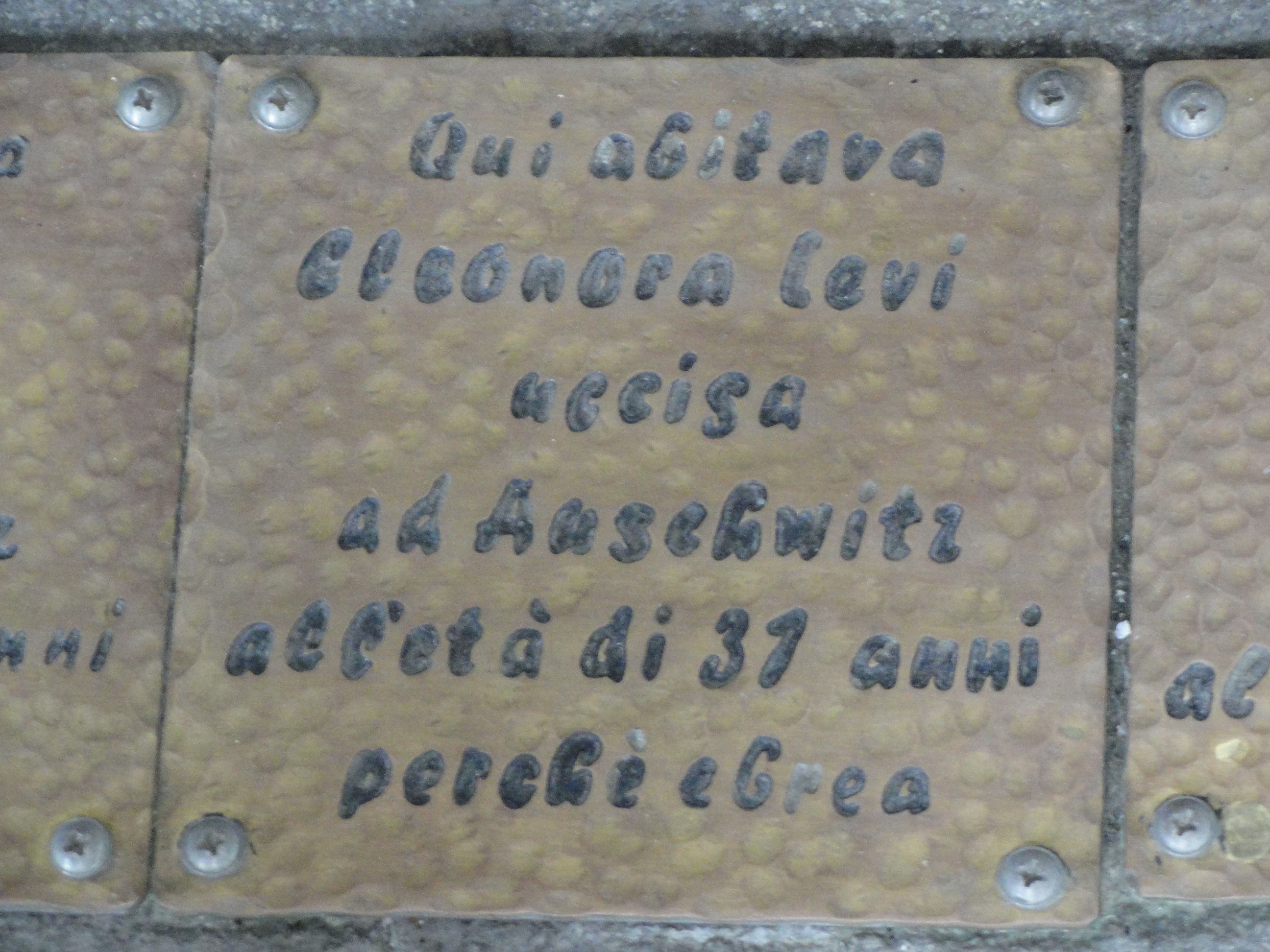
Une des plaques fixée sur le trottoir devant le domicile d'une des victimes juives du nazisme.

Un autre panneau donne le nom, prénom, adresse et profession de toutes les victimes juives et explique l'implication des lois raciales de novembre 1938 sur la vie des Juifs de Saluces.
Vingt et une plaques de la mémoire, inspirées des Stolpersteine de l'artiste allemand Gunter Demnig, ont été scellées sur le trottoir devant le domicile de 21 des victimes juives du nazisme. Sur ces plaques de bronze, ont été inscrits, en lettres manuscrites, les noms, prénoms et âges des victimes, comme pour Eleonora Levi :
« Ici habitait Eleonora Levi, assassinée à Auschwitz à l'âge de 31 ans parce que juive »
.

## La synagogue de Saluces

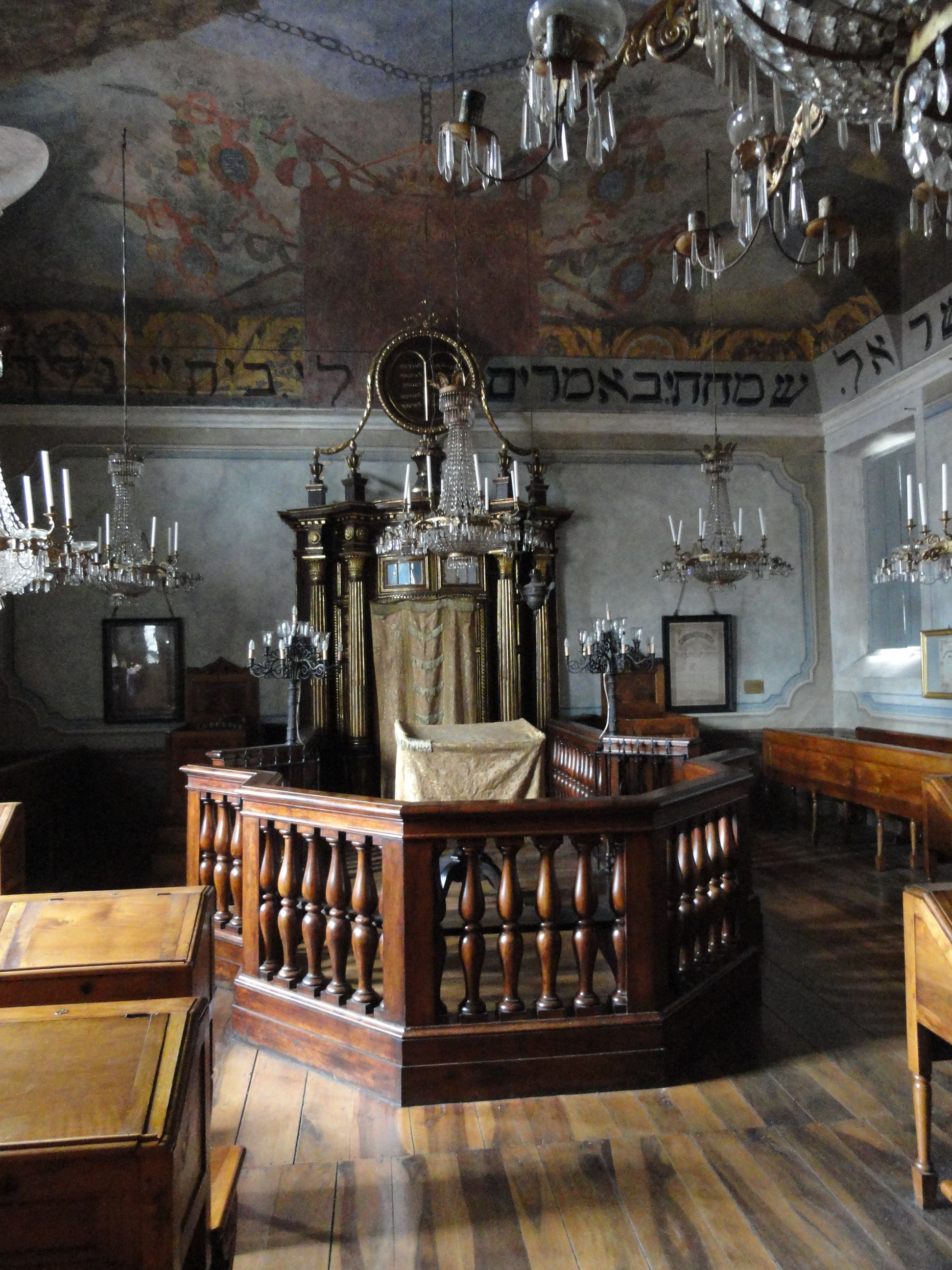
L'Arche Sainte et la Tevah.

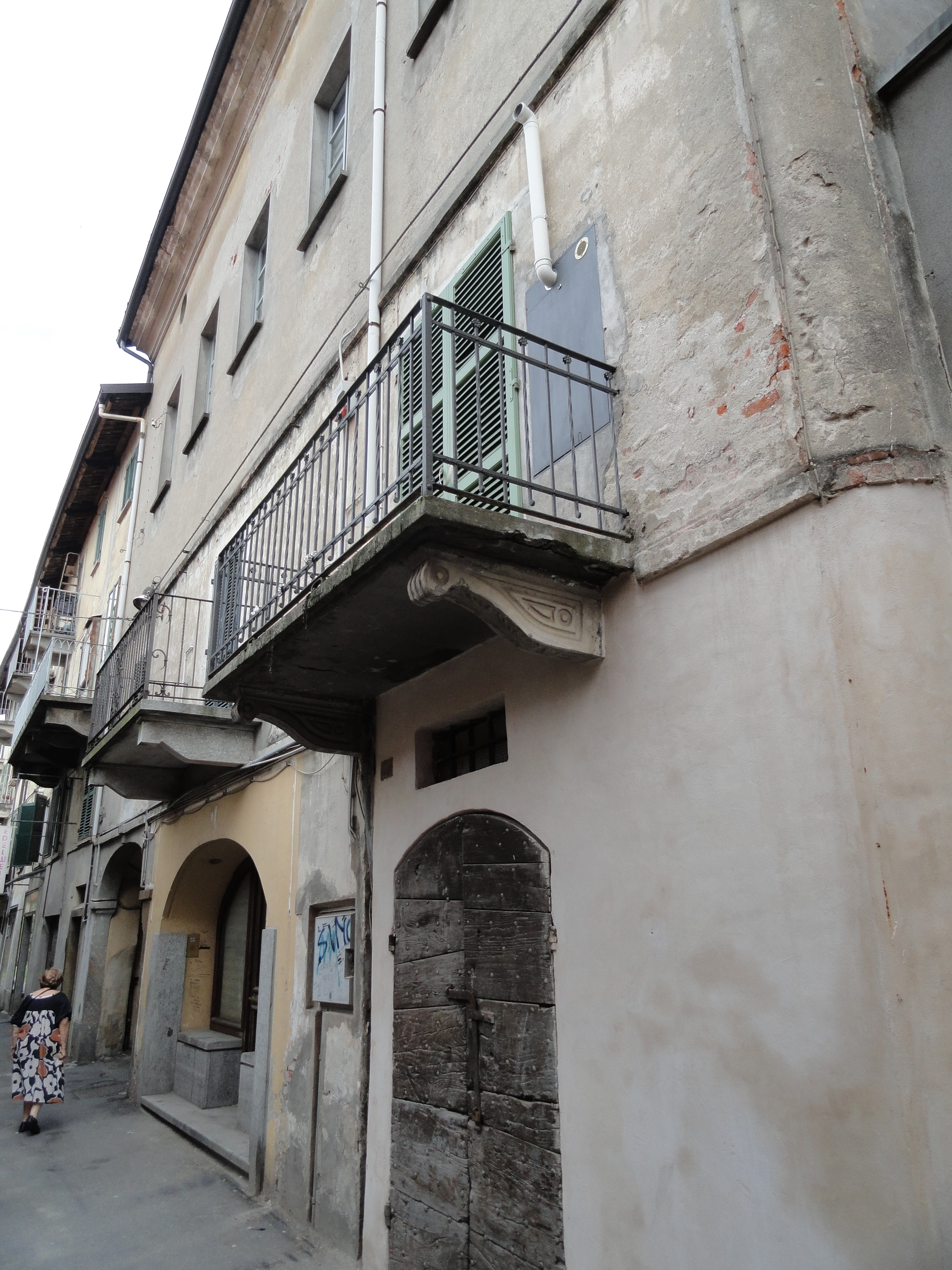
Le bâtiment de la synagogue. Celle-ci se trouve au deuxième étage.

La synagogue de Saluces a été construite à la fin du XVIIIe siècle dans le ghetto et entièrement restructurée en 1832. Une plaque peinte, située sur la partie gauche du mur du fond, commémore le don de 6 000 lires piémontaises fait par Mordechai Segre, qui a permis sa  transformation, ainsi que le rabbin officiant à l'époque, «Ja'akov David, fils de Jechiel Foa». Une autre plaque rend hommage au roi Charles-Albert pour le décret d'émancipation des Juifs italiens en 1848.
Comme la majorité des synagogues des ghettos, le bâtiment ne possède extérieurement aucun signe distinctif. Située au deuxième étage de l'immeuble, et précédée d'une petite entrée, la salle de prière rectangulaire possède huit grandes fenêtres, cinq donnant sur la rue et trois sur la cour intérieure.
L'Arche Sainte en bois sculpté doré, avec de petits inserts de miroirs est la seule armoire sainte du Piémont avec des portes galbées et non planes. Une estrade octogonale avec balustrade en bois, relie l'Arche sainte à la Tevah, une table sobre en bois sculpté, sans dais. L'ensemble date du XVIIIe siècle et a été récupéré de l'ancienne synagogue. Par contre, les bancs en bois foncé datent de la rénovation du XIXe siècle. Du plafond voûté pendent des lustres en bois doré et cristal.
Les murs sont nus. Une inscription en hébreu, à leur sommet, fait le tour de la salle. Avant la restauration réalisés en 2000-2001 par la Fondazione Cassa di Risparmio (Fondation de la caisse d'épargne italienne), la commune de Saluces et d'autres institutions locales et internationales, sous la direction du professeur Franco Lattes et de l'architecte Enrica Segre, le plafond voûté, très endommagé, était d'une couleur unie. Lors des travaux de nettoyage, des fragments d'une riche scène picturale sont apparus sous la couche de peinture. Cette découverte est due au travail minutieux des deux restauratrices, Anna Luisa Gabino et Maria Grazia Novare. À la suite de l'analyse de ces fragments, les conservateurs ont approuvé l'enlèvement complet du crépi sus-jacent, tout en conservant l'inscription en hébreu faisant le tour de la pièce. Des fresques de la fin du XVIIIe ou du début du XIXe siècle, aux couleurs vives, ont ainsi été révélées par hasard au plafond. On ignorait alors jusqu'à l'existence même de ces fresques qui représentent quatre images symboliques sur fond de ciel bleu, telles que décrites dans la Bible hébraïque dans le livre de l'Exode (25 et 27) et dans le livre des Rois : le Tabernacle ou sanctuaire ; une tente rouge pourpre attachée par une chaîne en or ; la Menorah ou chandelier à sept branches ; l'Arche d'alliance et l'autel pour l'offrande des douze pains de proposition, tous situés au-dessus de l'Arche sainte. L'ARPAI (Associazione per il Restauro del Patrimonio Artistico Italiano) estime que l'ensemble iconographique, complété d'inscriptions en hébreu et d'une bande de décoration florale, est unique en son genre en Europe.
Un escalier raide permet d'accéder à la petite salle de l'école et à la galerie des femmes, soutenue par quatre colonnes en bois et séparée de la salle de prière des hommes par un treillis en bois.

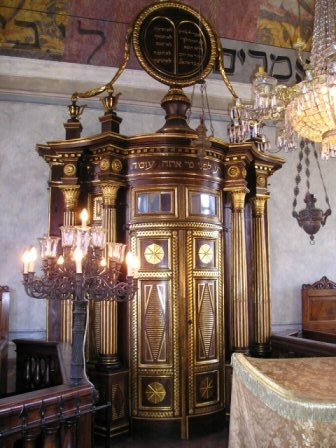
L'Arche Sainte à portes galbées, unique au Piémont.
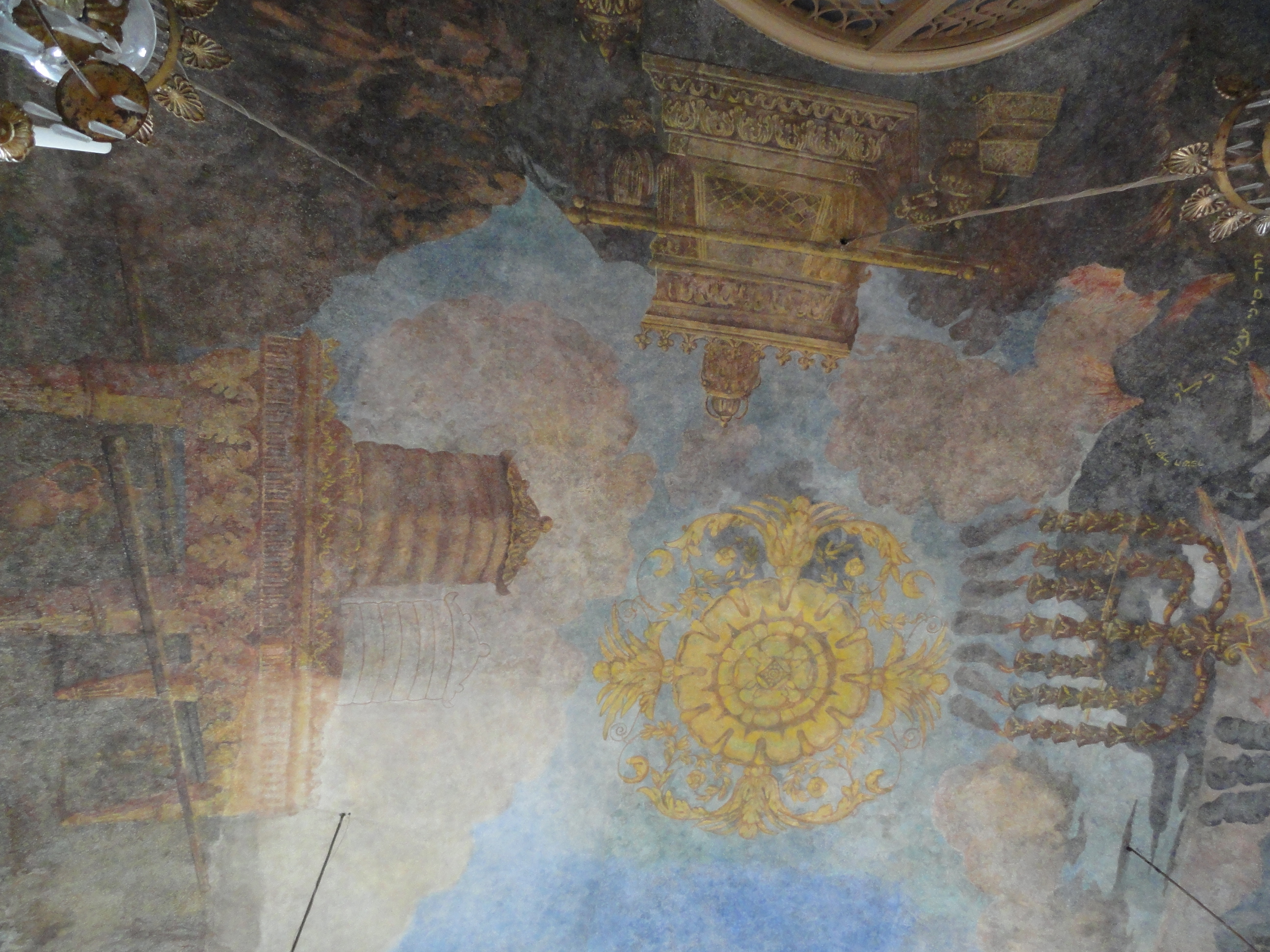
Le plafond peint.
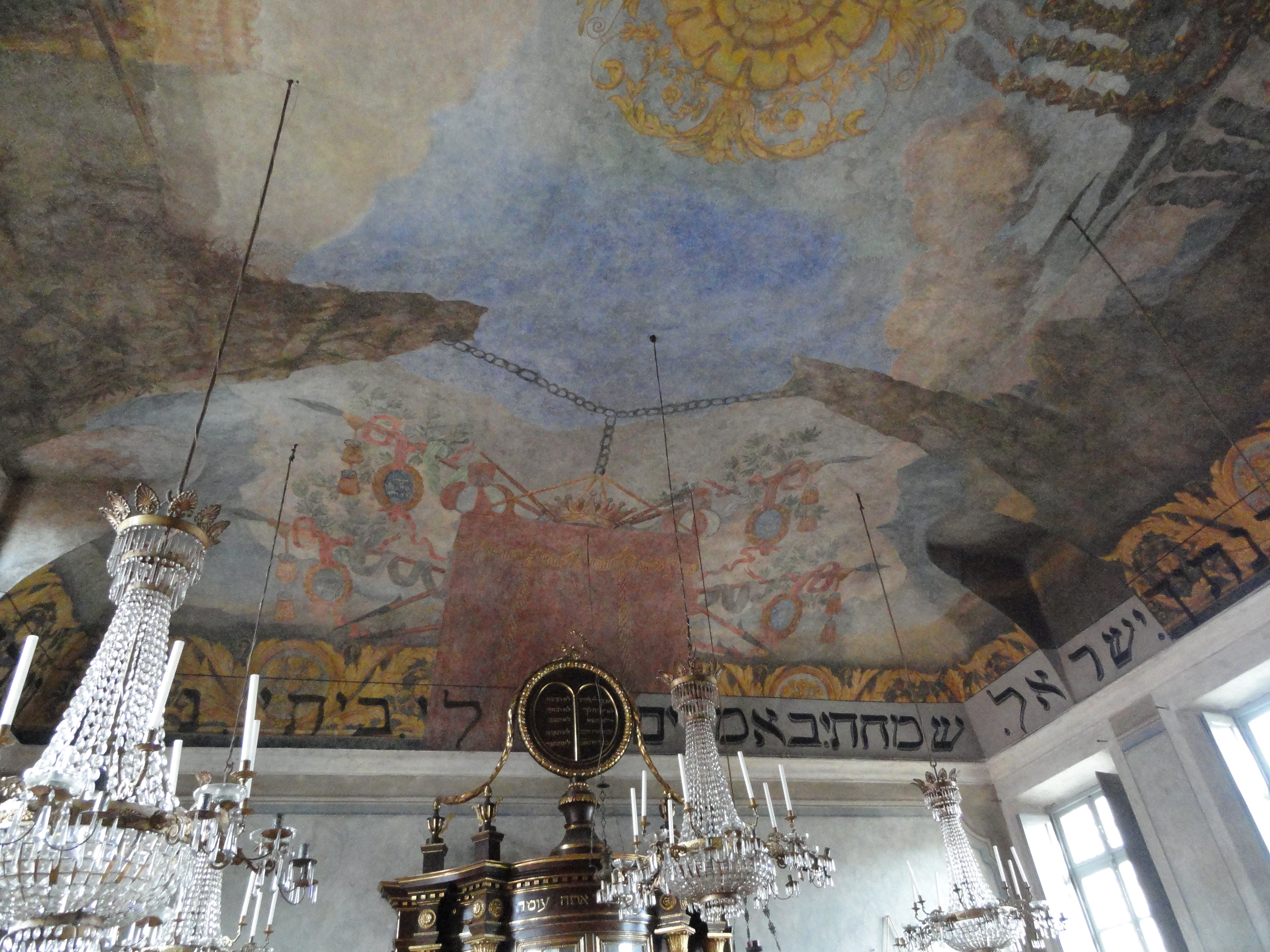
Le plafond peint et l'inscription en hébreu faisant le tour de la pièce.
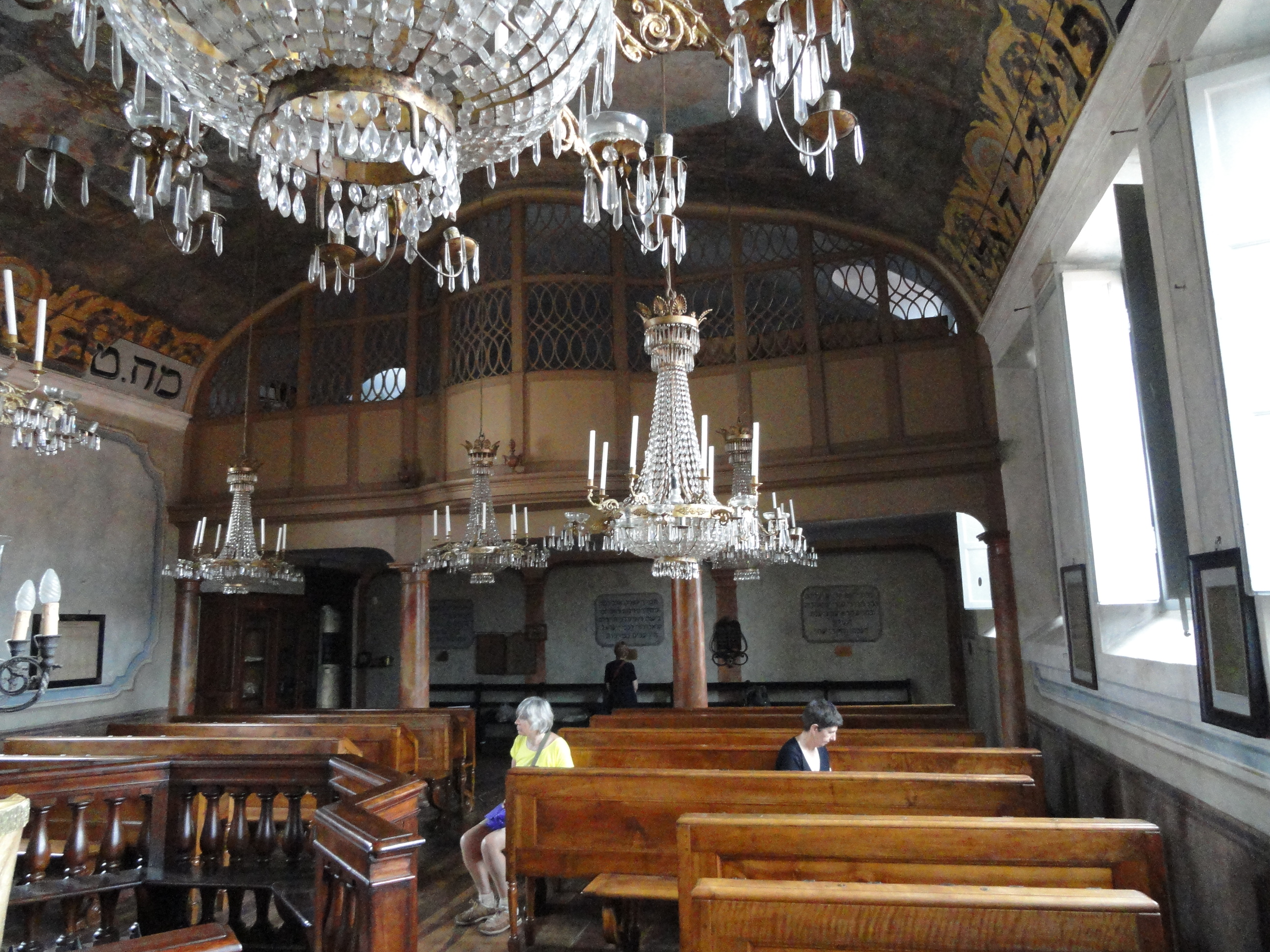
Vue générale avec la galerie des femmes.
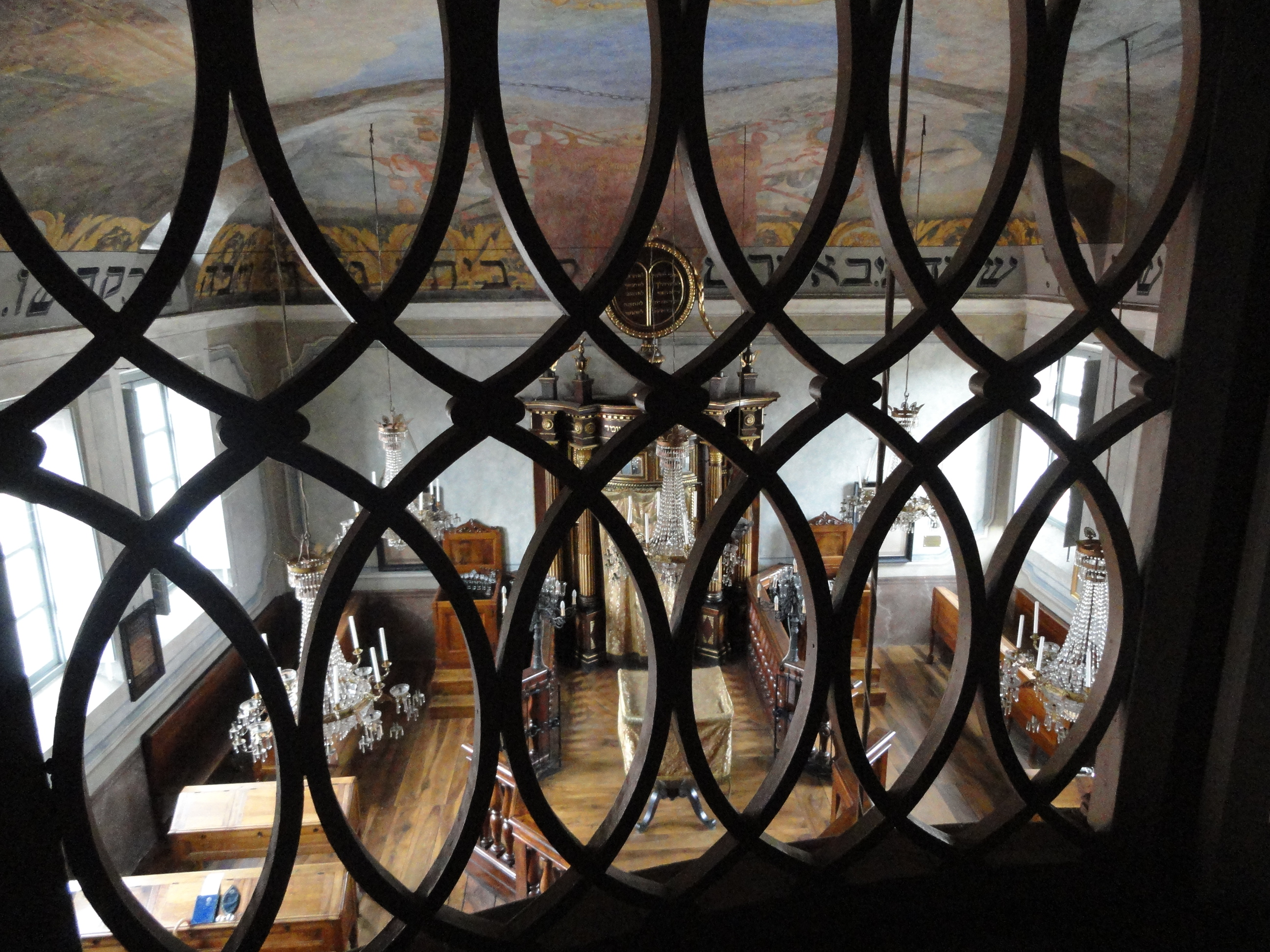
La Mekhista ou treillis séparant la galerie des femmes de la salle de prière des hommes.

La salle pouvait accueillir jusqu'à trois cents personnes.
La synagogue, qui n'est plus en usage régulier depuis 1964, est occasionnellement ouverte pour des visites guidées.

## Note
1. ↑  (it) Annie Sacerdoti, Guida all'Italia ebraica; éditeur: Marietti; Gènes; 1986.
2. ↑  Liste des parraineurs: Cahrman Fund de New York; ville de Saluces; banque San Paolo de Turin; Caisse d'épargne de Coni; Caisse d'épargne de Turin avec la contribution de l'ARPAI
3. ↑  (it + en) Sinagoga Comunità Ebraica di Torino; la restauration de la synagogue.
4. ↑  (it):  http://www.arpai.org/saluzzo-cn-sinagoga-della-comunita-ebraica-di-torino-2001/
5. ↑  (it) Annie Sacerdoti: Guida all'Italia ebraica; éditeur: Marietti; Gênes; 1986.